# ورزشگاه فولادشهر
ورزشگاه فولادشهر ورزشگاه خانگی باشگاه ذوب‌آهن است که در فولادشهر، استان اصفهان قرار دارد. این ورزشگاه در سال ۱۳۷۷ گشایش یافت.
از سال ۱۳۸۶ تا ۱۳۹۵ باشگاه سپاهان به دلیل تعطیلی و تکمیل ورزشگاه نقش جهان بازی‌های خانگی خود را در این ورزشگاه برگزار می‌کرد.
بازی رفت فینال لیگ قهرمانان آسیا ۲۰۰۷ در سال ۱۳۸۶ بین دو تیم سپاهان در این ورزشگاه برگزار شده است.
مراسم اهدای جام و جشن قهرمانی تیم‌های ذوب‌آهن در جام حذفی ۸۸–۱۳۸۷ و سوپر جام ۱۳۹۵ و سپاهان در لیگ برتر ۹۱–۱۳۹۰ و لیگ برتر ۹۴–۱۳۹۳ در این ورزشگاه برگزار شده است.

مسابقهٔ فوتبال بین دو تیم سپاهان اصفهان و مس سرچشمه در ورزشگاه فولادشهر (لیگ برتر ۹۱–۱۳۹۰) هفتهٔ سی‌وچهارم